# Lignyoptera vinosa
Lignyoptera vinosa är en fjärilsart som beskrevs av Lunak 1938. Lignyoptera vinosa ingår i släktet Lignyoptera och familjen mätare. Inga underarter finns listade i Catalogue of Life.